# Shamita Naidoo
Shamita Naidoo (Motala Heights, Durban, 1978) es una activista sudafricana, defensora del derecho a la vivienda y presidenta de Abahlali baseMjondolo en la comunidad Motala Heights en Pinetown, cerca de la ciudad de Durban en Sudáfrica.

## Trayectoria
Naidoo es la líder de la comunidad Motala Heights, uno de los asentamientos irregulares del área metropolitana de Durban, en Sudáfrica. Preside la delegación de Abahlali baseMjondolo en Motala Heights, lugar donde nació en 1978 y en el que sigue viviendo. Vive en una casa con sus dos hijos y otras diez familias.
Es conocida principalmente por organizar las manifestaciones contra los desalojos de los asentamientos irregulares sudafricanos desde la organización Abahali baseMjondolo, reivindicando una vivienda digna. Después de muchas movilizaciones, Abahlali baseMjondolo ha denunciado que Naidoo ha sido objeto de severas intimidaciones por parte de los propietarios locales. Los objetivos son reivindicar la dignidad de los habitantes de estos asentamientos, así como el derecho a la vivienda y unos servicios de habitabilidad. 
Se hizo amiga de la activista Louisa Motha cuando ambas lavaban ropa en el mismo lugar del río, y continúan organizando las actividades de Abahali baseMjondolo en el asentamiento Motala Heights donde viven.
El obispo Rubin Philip la ha descrito como una "activista valiente".